# Aaron Mensing
Hans Aaron Mensing (* 11. November 1997 in Sønderborg) ist ein deutsch-dänischer Handballspieler, der beim Bundesligisten MT Melsungen unter Vertrag steht.

## Hintergrund
Die Eltern von Aaron Mensing sind Deutsche, die vor seiner Geburt ins dänische Rinkenæs unweit der deutschen Grenze gezogen waren. Er selbst wurde 1997 schließlich in Sønderborg geboren und erhielt im Alter von 18 Jahren die dänische Staatsbürgerschaft.

## Karriere

### Verein
Aaron Mensing spielte bis zu seinem 12. Lebensjahr bei der SG Flensburg-Handewitt, später dann beim dänischen Verein SønderjyskE Håndbold. In der Saison 2020/21 lief er in der Håndboldligaen beim Team Tvis Holstebro auf, und wurde ins All-Star-Team der Liga gewählt. Im Sommer 2021 wechselte der 1,98 Meter große Rückraumspieler in die Handball-Bundesliga zur SG Flensburg-Handewitt, wo er einen Zweijahresvertrag unterschrieb. Nach Vertragsende schloss er sich dem dänischen Erstligisten GOG Håndbold an. Im Dezember 2023 wurde bekannt, dass Mensing zur Saison 2024/25 zum deutschen Bundesligisten MT Melsungen wechseln wird. Im März 2025 zog er sich in einem European-League-Spiel beim THW Kiel ohne Fremdeinwirkung einen Achillessehnenriss zu und fällt voraussichtlich für den Rest des Jahres aus.

### Nationalmannschaft
Mensing bestritt 30 Länderspiele für die dänische Junioren-Nationalmannschaft, in denen er 69 Tore erzielte. Er nahm mit Dänemark an der U-21-Handball-Weltmeisterschaft 2017 in Algerien teil. Da er neben der dänischen auch die deutsche Staatsangehörigkeit besitzt, bekam er 2021 von Bundestrainer Alfreð Gíslason das Angebot, für die deutsche Nationalmannschaft aufzulaufen. Er entschied sich aber für Dänemark zu spielen und debütierte am 28. April 2021 im Europameisterschafts-Qualifikationsspiel gegen die Schweiz in Winterthur. Bei der Europameisterschaft 2022 gewann er mit Dänemark die Bronzemedaille. Bei der Weltmeisterschaft 2023 stand er im erweiterten Aufgebot. Beim Gewinn der Silbermedaille bei der Europameisterschaft 2024 kam er in vier Spielen zum Einsatz und warf sechs Tore.